# Edward Young (Maler)
Eduard „Edward“ Young (* 19. Oktober 1823 in Prag; † 12. Februar 1882 in München) war ein österreichischer Maler und Zeichner.

## Leben
Der Porträtist, Genre- und Landschaftsmaler Eduard Young war der Enkel eines englischen Sprachlehrers, der 1784 eine Münchnerin heiratete. Sein Vater war der mit 34 Jahren verstorbene Opernsänger Benno Eduard Young. In Linz, insbesondere aber bei Moritz Daffinger in Wien, erhielt er seine erste Ausbildung. Young verkehrte in aristokratischen Kreisen Polens und Ungarns, bereiste Norditalien, sowie die Gegend von Lyon in Frankreich. In den 1850er Jahren zog es ihn nach Norwegen und Schweden, vor allem aber verbrachte er einige Jahre am Hofe von Friedrich VII., dem König von Dänemark, wo er unter anderem ihn und seine Frau in morganatischer Ehe, Gräfin Danner, porträtierte. Es wird meist angenommen, dass diese Bekanntschaft über die Jugendfreundin der Gräfin Danner, der berühmten Tänzerin Lucile Grahn zu Stande kam, die ihrerseits mit Youngs Bruder, dem Hofopernsänger Friedrich Young, verheiratet war.
Young wurde von Friedrich VII. zum Professor ernannt und avancierte zugleich zum Zeichenlehrer für den König und die Gräfin. Am 9. Februar 1857 erhielt er die Ingenio et arti, eine königliche goldene Medaille für Verdienste in Kunst und Wissenschaft, sowie eine lebenslange Pension. Seine Porträts aus der dänischen Zeit von Friedrich VII. und der Gräfin Danner sind auch als historisches Zeugnis für deren Kleidungsstil von Interesse. Ferner wirkte er an der Dekoration und Einrichtung des Schlosses Jægerspris um 1855 mit.
1866 ließ er sich dauerhaft in München nieder, wo er in den Ateliers von Karl Raupp und Carl Theodor von Piloty Aufnahme fand. Hier schuf er vor allem ländliche Genreszenen, aber auch Miniatur-Bildnisse für König Ludwig II.

## Werke (Auswahl)
Gemälde:

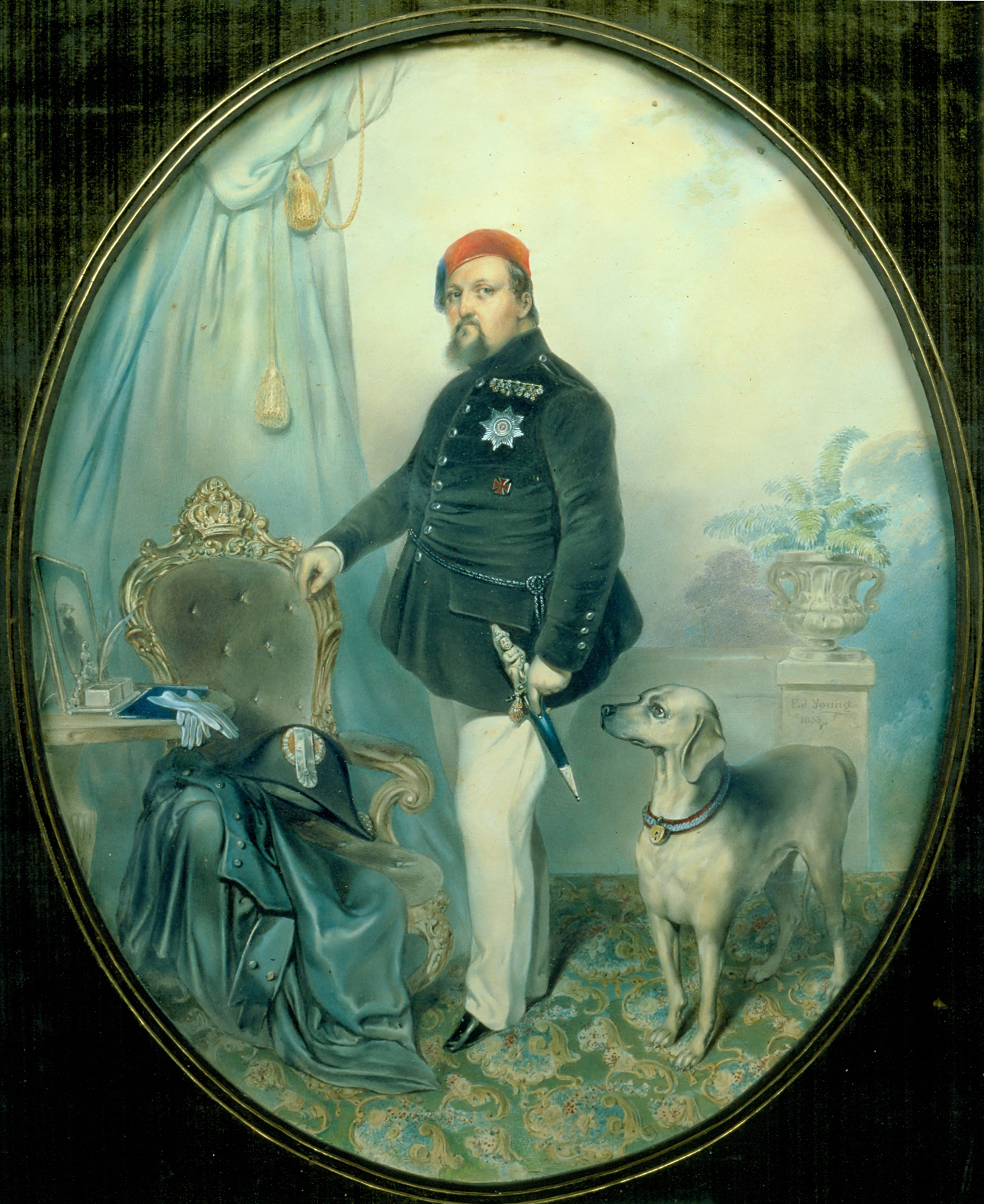
Friedrich VII. mit Dänischem Hund, 1853

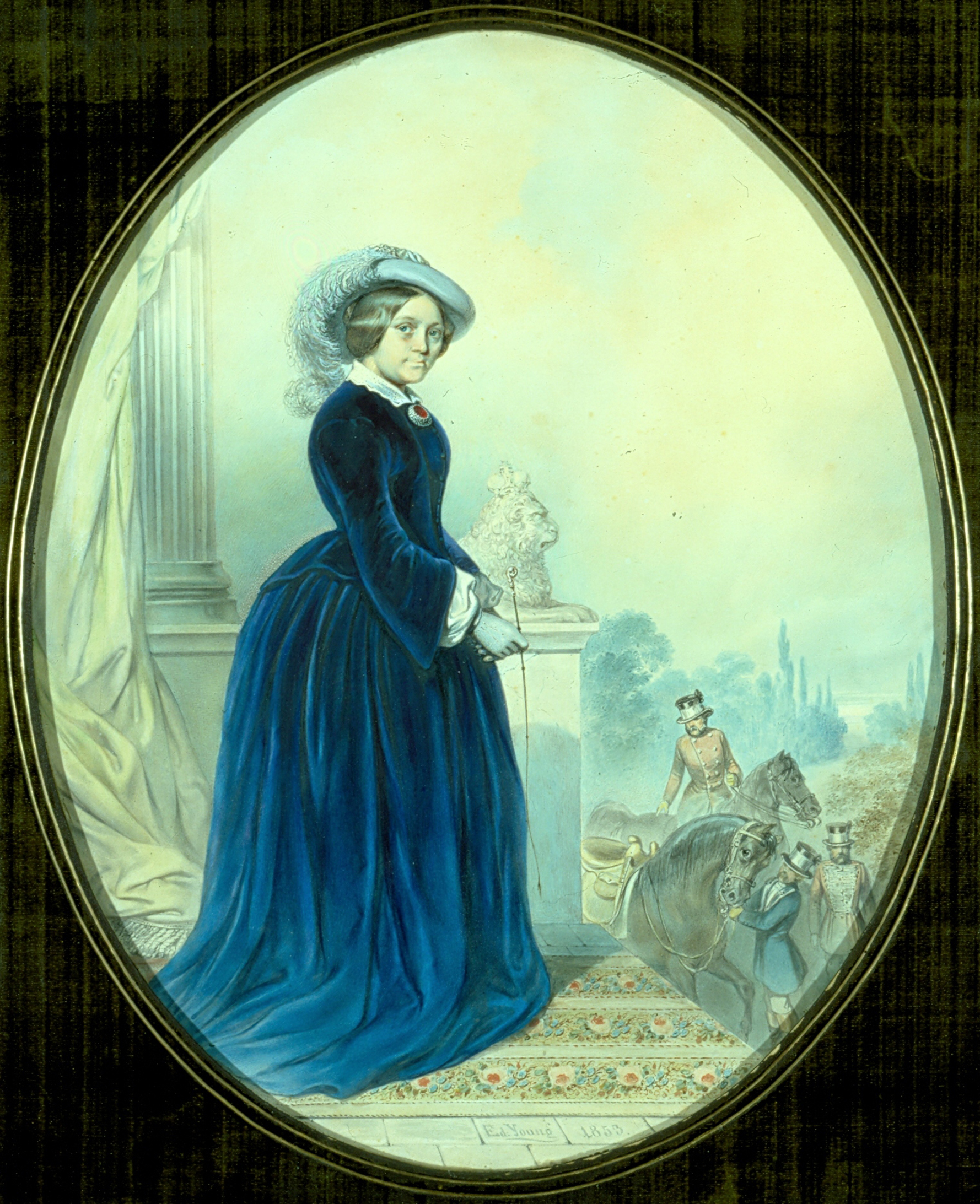
Gräfin Danner, 1853

- Friedrich VII. (1855, Museum der Nationalgeschichte in Schloss Frederiksborg)

Miniaturen:
- Friedrich VII. (um 1850, Schloss Jægerspris)
- Friedrich VII. (um 1850, Die Königlich-Dänischen Sammlungen)

Aquarelle:
- Friedrich VII. (1853, Frederiksborg Museum)
- Gräfin Danner (1853, Frederiksborg Museum)
- Gräfin Danner liest Friedrich VII. im Zelt am Skodsborg vor (1853, Schloss Jægerspris)
- Gräfin Danner (Schloss Jægerspris)
- Friedrichs des VII. Dänischer Hund (Frederik VIIs danske hund) (Schloss Jægerspris)
- Badstuen in Frederiksborg (Jægerspris Slot)
- Ein maurisches Mädchen (En maurisk pige) (Jægerspris Slot)

Farbige Zeichnungen:
- Friedrich VII. und Gräfin Danner im Schlitten (Schloss Jægerspris)
- Friedrich VII. in Schottenkleidung (Schloss Jægerspris)
- Landschaft (Schloss Jægerspris)

Bleistift-Zeichnungen:
- Der Maler Ole Peter Hansen Balling (Frederiksborg Museum)
- Skizzen aus der Schweiz (Skitser fra Schweiz) (Schloss Jægerspris)